# 2011년 전국장애인체육대회
제31회 전국장애인체육대회는 2011년 10월 17일부터 10월 21일까지 대한민국 경상남도에서 열렸다.

## 개요
- 대회명칭 : 제31회 전국장애인체육대회
- 개최기간 : 2011년 10월 17일 ~ 2011년 10월 21일
- 개최지 : 경상남도 (주개최지 : 진주시)
- 구호 : 다함께, 굳세게, 끝까지
- 참가인원 : 7,095 (선수 4,964명 / 임원 2,131명)
- 종별 : 절단 및 기타장애, 시각장애, 지적장애, 청각장애, 뇌성마비
- 마스코트 : 경남이와 경이

## 종목

### 정식종목
| - 양궁 - 육상 - 배드민턴 - 보치아 - 사이클 - 휠체어펜싱 - 골볼 - 론볼 - 역도 - 유도 - 사격 - 축구 - 수영 | - 탁구 - 배구 - 농구 - 휠체어테니스 - 휠체어럭비 - 볼링 - 조정 - 골프 - 댄스스포츠 - 요트 - 당구 - 태권도 - 게이트볼 | - 바둑 |

## 경기장
| 종목         | 소재지 | 경기장                    | 종별                                | 세부종목  | 비고                                                                         |
| ------------ | ------ | ------------------------- | ----------------------------------- | --------- | ---------------------------------------------------------------------------- |
| 골볼         | 진주시 | 경남과학기술대학교 체육관 | 시각장애                            |           |                                                                              |
| 농구         | 사천시 | 삼천포실내체육관          | 지체장애                            |           |                                                                              |
| 농구         | 사천시 | 삼천포학생체육관          | 지적장애                            |           |                                                                              |
| 당구         | 창원시 | 문성대학 체육관           | 지체장애/청각장애                   |           |                                                                              |
| 론볼         | 진주시 | 진주론볼경기장            | 지체장애/뇌성마비                   |           |                                                                              |
| 휠체어럭비   | 진주시 | 경상대학교 체육관         | 지체장애                            |           |                                                                              |
| 배구         | 산청군 | 산청실내체육관            | 지체장애                            |           |                                                                              |
| 배드민턴     | 남해군 | 남해실내체육관            | 지체장애/지적장애/청각장애/뇌성마비 |           |                                                                              |
| 보치아       | 양산시 | 양산실내체육관            | 지체장애/뇌성마비                   |           |                                                                              |
| 볼링         | 창원시 | 창원시민체육관 볼링장     | 전종별                              |           |                                                                              |
| 볼링         | 창원시 | 세기볼링장                | 전종별                              |           |                                                                              |
| 사격         | 창원시 | 창원종합사격장            | 지체장애                            |           |                                                                              |
| 사이클       | 창원시 | 창원경륜장                | 전종별                              | 트랙      |                                                                              |
| 사이클       | 창원시 | 국도 2호선 일원           | 전종별                              | 도로      |                                                                              |
| 수영         | 창원시 | 창원실내수영장            | 전종별                              |           |                                                                              |
| 양궁         | 밀양시 | 밀양공설운동장            | 지체장애                            |           |                                                                              |
| 역도         | 거제시 | 거제국민체육센터          | 전종별                              |           |                                                                              |
| 요트         | 통영시 | 도남항요트경기장          | 지체장애                            |           |                                                                              |
| 유도         | 사천시 | 사천실내체육관            | 시각장애/청각장애                   |           |                                                                              |
| 육상         | 진주시 | 진주종합경기장            | 전종별                              | 트랙/필드 |                                                                              |
| 육상         | 진주시 | 진주시내 일원             | 전종별                              | 마라톤    |                                                                              |
| 조정         | 진주시 | 진주 남강조정경기장       | 지체장애/시각장애/지적장애/뇌성마비 |           |                                                                              |
| 축구         | 창원시 | 창원축구센터              | 전종별                              |           | 약시 : 하프돔 / 전맹 : 풋살경기장 / 지적 : 인조2구장 / 청각 : 천연,인조1구장 |
| 탁구         | 거창군 | 거창스포츠파크체육관      | 지체장애/청각장애                   |           |                                                                              |
| 휠체어테니스 | 진주시 | 남가람체육공원 테니스장   | 지체장애                            |           |                                                                              |
| 파크골프     | 밀양시 | 밀양파크골프장            | 지체장애/지적장애                   |           |                                                                              |
| 휠체어펜싱   | 진주시 | 진주스포츠파크체육관      | 지체장애                            |           |                                                                              |
| 태권도       | 창원시 | 창원 늘푸른전당 체육관    | 전종별                              |           |                                                                              |
| 게이트볼     | 진주시 | 진주공설운동장            | 전종별                              |           |                                                                              |
| 바둑         | 창원시 | 유목초등학교 체육관       | 전종별                              |           |                                                                              |

## 최우수 선수상
최우수 선수상은 전국장애인체육대회 취재 기자단의 투표로 결정된다.
- 최우수 선수상(MVP) : 조원상 (경기도/수영) - 자유형 50m, 100m, 200m 금메달, 계영 200m, 혼계영 200m 금메달 (대회 5관왕)